# Island of Lost Minds
Island of Lost Minds är det elfte studioalbumet av gitarristen Buckethead, liksom hans första turné album. Skivan såldes ursprungligen endast på turné, men är nu allmänt tillgänglig via TDRS Music.
Albumet är väldigt experimentell, i detta visar det Bucketheads breda användning av Pinch harmonic, Pick slide, tremolo picking, extremt hög fret plockning och andra ljudeffekter.

## Låtlista
| Nr           | Titel                                            | Längd |
| ------------ | ------------------------------------------------ | ----- |
| 1.           | Island of Lost Minds                             | 3:32  |
| 2.           | Shock Therapy Side Show                          | 3:15  |
| 3.           | Dream Darts                                      | 5:25  |
| 4.           | Vacuum Tube Implant                              | 3:36  |
| 5.           | Skull Scrape                                     | 3:42  |
| 6.           | Ice Pick Through Eyes                            | 2:49  |
| 7.           | Four-Sided Triangle                              | 2:24  |
| 8.           | Korova Binge Bar                                 | 5:31  |
| 9.           | Bruised Eye Sockets                              | 2:08  |
| 10.          | Mud of the Gutter                                | 3:09  |
| 11.          | The Cuckoo Parade                                | 4:35  |
| 12.          | Viravax                                          | 3:54  |
| 13.          | Lobotomizer (Scariest Rollercoaster of All Time) | 3:32  |
| Total längd: | Total längd:                                     | 47:32 |

## Lista över medverkande
- Trummor: DelRey Brewer
- Producerad, inspelad och mixad av Dan Monti
- Inspelad i Buckethead's coop och DelRey bryggeri fabrik
- Konstverk av Bryan Theiss för Frankenseuss lobotomi Drill reparation